# Callicostella
Callicostella là một chi rêu trong họ Pilotrichaceae.